# 温李
“温李”是晚唐诗人温庭筠和李商隐的并称。
将二人并称的说法最早见于晚唐裴廷裕所著的《东观奏记》中，说温庭筠“词赋诗篇冠绝一时，与李商隐齐名”。著于宋代的《新唐书·温庭筠传》中说温庭筠“工为辞章，与李商隐皆有名，号温李。”著于元代的《唐才子传》中也说温庭筠“侧词艳曲，与李商隐齐名，时号温李”。